# Patard
Patard –
- bilonowa moneta francuska o wartości 3 denarów lub ½ liarda, bita za Karola VI,
- srebrna moneta flandryjska, brabancka i burgundzka wprowadzona w końcu XV w., o wartości 2 groszy, jako południowoniderlandzki odpowiednik stuivera, bita do XVIII w.